# Calamagrostis tzvelevii
Calamagrostis tzvelevii är en gräsart som beskrevs av Hüseyin. Calamagrostis tzvelevii ingår i släktet rör, och familjen gräs. Inga underarter finns listade i Catalogue of Life.